# José María Reina Andrade
José María Reina Andrade (1860 – 1947) foi Presidente interino da Guatemala de 2 de janeiro a 14 de fevereiro de 1931.